# Ђула Лазар
Ђула Лазар (мађ. Lázár Gyula; Физешђармат, 8. фебруар 1911 — Будимпешта, 27. фебруар 1983) био је мађарски фудбалер. За репрезентацију Мађарске је играо укупно 49 пута између 1931. и 1941.
Лазар је био у репрезентацији Мађарске и на Светском првенству 1934. и 1938. године. Одиграо је једну утакмицу на турниру 1934. године, али је 1938. играо у 4 утакмице, укључујући финале против Италије.
У време турнира 1938. играо је за Ференцварош.